# 6.25 전쟁의 무기 목록
다음은 한국 전쟁 중 양측이 사용한 각종 무기 목록이다.

## 유엔군 및 한국군

### 권총
- M1911
- FN 브라우닝 하이파워
- 엔필드 리볼버
- 웨블리 리볼버
- 마우저 C96
- 발터(월터라고도 부른다) P38

### 소총
- 스프링필드 M1903
- M1 개런드
- M1 카빈
- M2 카빈
- M1 카빈(적외선 조준경 장착형)
- M3 카빈(적외선 조준경 장착형)
- 리엔필드 No.I Mk.III*
- 리엔필드 No.IV Mk.I
- 리엔필드 No.IV Mk.I(T)
- 리엔필드 No.4 Mk.2
- 리엔필드 No.4 Mk.2(T)
- 리엔필드 No.5 Mk.1 "밀림 카빈"
- 38식 보병총 - 구 일본제 소총으로 초기에 M1이 부족하여 일부 사용되었고, 전투경찰대 일부는 계속 사용했다.
- 99식 소총 - 38식과 같음.

### 기관총
- 브라우닝 M1917 중기관총
- 브라우닝 M1919 경기관총
- 브라우닝 M2 중기관총
- 브렌 경기관총
- 비커스 중기관총

### 자동화기
- M1918A2 브라우닝 자동소총
- M3 그리스건
- 자동카빈, 9 mm 오웬, Mark 1
- 스텐 Mk.II
- 스텐 Mk.V
- M1A1 톰슨 기관단총

### 수류탄 및 총류탄
- 마크2 수류탄
- 마크1 조명 수류탄
- M1 개런드용 M7A1 총류탄
- M1 개런드용 M8 총류탄 발사기
- M9/A1 대전차고폭탄(HEAT, High Explosive Anti-Tank) 총류탄
- M17A1 조명 총류탄
- M18A1 조명 총류탄
- 밀스 수류탄

### 로켓 발사기 및 무반동총
- M9A1 2.36인치 바주카포
- M20 3.5인치 슈퍼바주카포
- M18 57 mm 무반동총
- M20 75 mm 무반동총

### 박격포
- M1 81mm 박격포
- M2 60mm 박격포
- M19 60mm 박격포
- M30 107mm 박격포
- 오드넌스 SBML 2인치 박격포
- 오드넌스 ML 3인치 박격포

### 전차
- M4 셔먼 중(中)전차
- M24 채피 경(輕)전차
- M26 퍼싱 중(重)전차
- M46 패튼 중(重)전차
- M36 잭슨 구축전차
- 크롬웰 순항전차
- 센추리온 전차
- 처칠 Mk.4

### 기타 전투용 차량
- M7 프리스트 105mm 자주포
- M40 GMC
- M8 그레이하운드 장갑차
- M29 위젤
- M20 다용도장갑차
- 윌리스MB 지프
- M3 하프트랙
- LVT-3 수륙양용장갑차

### 항공기
공격기
- 더글러스 A-1 스카이레이더 (미국 해병대, 미국 해군)
- 더글러스 AD-4 스카이레이더 (미국 해병대, 미국 해군)
- 더글러스 AD-4W 스카이레이더 (미국 해병대, 미국 해군)
- 그루만 AF-2W 가디언 (미국 해군)
- 챈스 보우트 AU-1 코르세어 (미국 해병대)
- 노스아메리칸 F-51D 무스탕 (미국 공군, 대한민국 공군)
- 그루만 TBF 어벤저 (미국 해군)

전투기
- 맥도널 F2H 밴쉬 (미국 해병대, 미국 해군)
- 더글러스 F3D-2N 스카이나이트 야간 전투기 (미국 해병대, 미국 해군)
- 챈스 보우트 F4U-4B 코르세어 (미국 해병대, 미국 해군)
- 챈스 보우트 F4U-4C 코르세어 (미국 해병대, 미국 해군)
- 챈스 보우트 F4U-5N 코르세어 야간전투기 (미국 해병대)
- 그루만 F7F-3N 타이거캣 야간전투기 (미국 해병대)
- 그루만 F9F-2 팬서 (미국 해병대, 미국 해군)
- 그루만 F9F-3 팬서 (미국 해병대, 미국 해군)
- 그루만 F9F-5 팬서 (미국 해병대, 미국 해군)
- 노스아메리칸 F-51D 무스탕 (미국 공군)
- 록히드 F-80C 슈팅스타 (미국 공군)
- 노스아메리칸 F-82G 트윈무스탕 (미국 공군)
- 리퍼블릭 F-84E 선더제트 (미국 공군)
- 노스아메리칸 F-86A 세이버 (미국 공군)
- 록히드 F-94 스타파이어 (미국 공군)

폭격기
- 더글러스 B-26 인베이더 (미국 공군)
- 보잉 B-29 슈퍼포트레스 (미국 공군)

다용도 및 수송기
- 비치크래프트 C-45 익스페디터 (미국 공군)
- 커티스 C-46 코맨도 (미국 공군)
- 다코다 C-47 스카이트레인 (미국 공군)
- 더글러스 다코다 / C-47 스카이트레인 / R4D (미국 해병대)
- 더글러스 C-54 스카이마스터 (미국 공군)
- 더글러스 C-54 스카이마스터 / R5D (미국 해병대)
- 페어차일드 C-119  플라잉복스카 (미국 공군)
- 더글러스 C-124A 글로브마스터II (미국 공군)
- 그루만/제네럴모터스 TBM-3R 경수송 및 응급수송 (미국 해병대)
- 그루만/제네럴모터스 TBM-3E 경수송 및 응급수송 (미국 해병대)
- 그루만/제네럴모터스 TBM-3U 다용도 (미국 해군)

통신/관측/정찰용 비행기
- 파이퍼 J-3 그라스호퍼 (미국 공군, 대한민국 공군)
- 스틴슨 L-5 연락기 (미국 공군, 미국 육군, 미국 해병대, 대한민국 공군)
- 에어론카 L-16 그라스호퍼 (미국 공군)
- L-17 내비온 (미국 공군, 미국 육군)
- 세스나 L-19 버드독 (미국 공군, 미국 육군, 미국 해병대)
- 드하빌랜드 캐나다 L-20 비버 (미국 공군)
- 맥도널 F2H 밴쉬 (미국 해병대, 미국 해군)
- 챈스 보우트 F4U-4P 코르세어 (미국 해병대)
- 그루만 F9F-2P 팬서 (미국 해병대, 미국 해군)
- 보잉 RB-17 플라잉포트레스 (미국 공군)
- 더글러스 RB-26 인베이더 (미국 공군)
- 보잉 RB-29 슈퍼포트레스 (미국 공군)
- 콘베어 RB-36 피스메이커 (미국 공군)
- 노스아메리칸 RB-45C 토네이도 (미국 공군)
- 보잉 RB-50B 슈퍼포트레스 (미국 공군)
- 노스아메리칸 LT-6G 텍산 (미국 공군, 대한민국 공군)
- 노스아메리칸 RF-51 무스탕 (미국 공군)
- 록히드 RF-80C 슈팅스타 (미국 공군)
- 노스아메리칸 RF-86A 세이버 (미국 공군)
- 노스아메리칸 T-6C/F 텍산 (미국 공군)
- 노스아메리칸 T-6G 텍산 (미국 공군)
- 더글러스 WB-26 인베이더 (미국 공군)
- 보잉 WB-29 슈퍼포트레스 (미국 공군)

초계 및 구난기
- 콘솔리데이티드 OA-10 카탈리나 (미국 공군)
- 마틴 PBM-5 마리너 (미국 해군)
- 록히드 P-2 넵튠 (미국 해군)
- 콘솔리데이티드 PB4Y 프라이비터 (미국 해군)
- 보잉 SB-17 플라잉포트레스 (미국 공군)
- 보잉 SB-29 슈퍼포트레스 (미국 공군)
- 그루만 SA-16A 알바트로스 (미국 공군)

급유기
- 보잉 KB-29 슈퍼포트레스 (미국 공군)

## 대한민국
공격기
- 노스아메리칸 F-51D 무스탕 (대한민국 공군)
- 노스아메리칸 T-6 텍산

전투기
- 노스아메리칸 F-51D 무스탕 (대한민국 공군)

수송기
- 다코다 C-47 스카이트레인 (대한민국 공군)

통신/관측/정찰용 비행기
- 파이퍼 J-3 그라스호퍼 (대한민국 공군)
- 스틴슨 L-5 연락기 (대한민국 공군)
- 에어론카 L-16 그라스호퍼  (대한민국 공군)
- 노스아메리칸/라이언 L-17 내비언 (대한민국 공군)
- 세스나 L-19 버드독 (대한민국 공군)
- 노스아메리칸 T-6 텍산 (대한민국 공군)

## 영국 연방
공격기
- 페어레이 파이어플라이 (영국 해군, 오스트레일리아 해군)
- H호커 시퓨리 FB Mk.11 (영국 해군, 오스트레일리아 해군)

전투기
- 슈퍼마린 스피트파이어 Mk.47 (영국 해군)
- 페어레이 파이어플라이 Mk.5 야간전투기 (영국 해군, 오스트레일리아 해군)
- 노스아메리칸 F-51D 무스탕 (오스트레일리아 공군, 남아프리카 공화국 공군)
- 글로스터 미티어 F. Mk.8 (오스트레일리아 공군)
- 노스아메리칸 F-86F 세이버 (남아프리카 공화국 공군)

통신/관측/정찰용 비행기
- 오스터 AOP-6 (영국 공군)
- 세스나 L-19 버드독 (영국 공군)

초계 및 구난기
- 쇼트 선덜랜드 (영국 공군)
- 슈퍼마린 시 오터 ASR.II (영국 해군)

수송기
- 다코다 C-47 스카이트레인 (오스트레일리아 공군)
- 더글러스 C-54 스카이마스터 (캐나다 공군)

### 헬리콥터
- 시콜스키 H-5 (미국 공군, 미국 해병대, 미국 해군)
- 벨 H-13 (미국 육군, 미국 해병대)
- 시콜스키 H-19 치카소 (미국 공군, 미국 육군, 미국 해병대)
- 힐러 H-23 레이븐 (미국 육군)

## 공산군

### 권총
- 남부 14년식 권총 : 구 일본군이 사용한 제식 권총.
- 마우저 C96 (중국 인민지원군)
- 나강 M1895 리볼버
- TT-33
- 루거 P08 (중국 인민지원군)
- 발터 P38 (중국 인민지원군)

### 소총
- 30년식 보병총
- 38식 보병총
- 44식 기병총
- 99식 소총
- 모신-나강 M1891 소총
- 모신-나강 M1944 기병총
- PTRD 대전차소총
- PTRS-41 대전차소총
- 시모노프 SKS
- 토카레프 SVT-40
- Kar98k
- 81식 카빈
- Vz.24

### 기관총
- ZB26 경기관총
- 96식 경기관총
- 99식 경기관총
- 데그차레프 DP-28 경기관총
- 데그차레프 DPM 경기관총
- 데그차레프 RP-46 경기관총
- SG-43 고류노프
- 러시안 SPM 1910년식 맥심기관총

### 자동화기
- 100식 기관단총
- 50식 기관단총
- PPS-43
- PPSh-41
- PPD-40

### 수류탄 및 총류탄
- F1 파편식 수류탄
- RG-42 파편식 수류탄
- RGD-33 파편식 수류탄
- RPG-43 대전차 고폭탄(HEAT, High Explosive Anti-Tank)

### 전차
- T-34/85 중(重)전차
- IS-2 중공군 스탈린 중(重)전차

### 기타 전투용 차량
- BA-64 장갑차
- SU-76 자주포
- GAZ-67  4륜구동차
- M-72  모터사이클

### 항공기
전투기
- 야코블레프 Yak-9P (조선민주주의인민공화국 공군, 중화인민공화국 공군)
- 라보츠킨 La-9 (조선민주주의인민공화국 공군, 중화인민공화국 공군)
- 미코얀구레비치 MiG-9
- 미코얀구레비치 MiG-15 (조선민주주의인민공화국 공군, 중화인민공화국 공군, 소련 공군)
- 미코얀구레비치 MiG-15bis (조선민주주의인민공화국 공군, 중화인민공화국 공군, 소련 공군)

공격기
- 일루신 Il-10 슈투르모비크 (조선민주주의인민공화국 공군, 중화인민공화국 공군)

폭격기
- 폴리카르포프 Po-2 (조선민주주의인민공화국 공군)
- 야코블레프 Yak-18 (조선민주주의인민공화국 공군)
- 투폴레프 Tu-2S (중화인민공화국 공군)

## 같이 보기
- 한국전쟁 전투 목록